# Elezioni parlamentari in Austria del 2013
Le elezioni parlamentari in Austria del 2013 si tennero il 29 settembre per il rinnovo del Nationalrat, il Consiglio nazionale.
In seguito all'esito elettorale, Werner Faymann, esponente del Partito Socialdemocratico d'Austria, fu confermato Cancelliere, nell'ambito di un governo di grande coalizione col Partito Popolare Austriaco.
I due maggiori partiti registrarono una significativa flessione (SPÖ: -2,40%; ÖVP: -1,97%), mentre l'estrema destra si affermò con oltre il 20% dei voti; in ascesa anche Verdi (+1,91%), Team Stronach (movimento euroscettico fondato nel settembre 2012) e NEOS (formazione centrista nata nell'ottobre 2012), mentre l'Alleanza per il Futuro dell'Austria (BZO), orfana del suo carismatico leader Jörg Haider morto in un incidente stradale nell'ottobre del 2008, subì un crollo di oltre 7 punti non riuscendo così a superare lo sbarramento del 4%.

## Risultati
| Liste                               | Voti      | %     | Seggi |
| ----------------------------------- | --------- | ----- | ----- |
| Partito Socialdemocratico d'Austria | 1 258 605 | 26,82 | 52    |
| Partito Popolare Austriaco          | 1 125 876 | 23,99 | 47    |
| Partito della Libertà Austriaco     | 962 313   | 20,51 | 40    |
| I Verdi                             | 582 657   | 12,42 | 24    |
| Team Stronach                       | 268 679   | 5,73  | 11    |
| NEOS                                | 232 946   | 4,96  | 9     |
| Alleanza per il Futuro dell'Austria | 165 746   | 3,53  | –     |
| Partito Comunista d'Austria         | 48 175    | 1,03  | –     |
| Partito Pirata                      | 36 265    | 0,77  | –     |
| Partito Cristiano d'Austria         | 6 647     | 0,14  | –     |
| Il Cambiamento                      | 3 051     | 0,07  | –     |
| Partito della Sinistra Socialista   | 947       | 0,02  | –     |
| Partito Uscita dall'UE              | 510       | 0,01  | –     |
| Partito degli Uomini                | 490       | 0,01  | –     |
| Totale                              | 4 692 907 | 100   | 183   |

| Riepilogo dei voti (+/- elezioni 2008)  | Riepilogo dei voti (+/- elezioni 2008) | Riepilogo dei voti (+/- elezioni 2008) | Riepilogo dei voti (+/- elezioni 2008) | Riepilogo dei voti (+/- elezioni 2008) | Riepilogo dei voti (+/- elezioni 2008) | Riepilogo dei voti (+/- elezioni 2008) |
| --------------------------------------- | -------------------------------------- | -------------------------------------- | -------------------------------------- | -------------------------------------- | -------------------------------------- | -------------------------------------- |
| Partito Socialdemocratico d'Austria     | Partito Socialdemocratico d'Austria    | Partito Socialdemocratico d'Austria    |                                        |                                        | 26,82%                                 | ▼ 2,44                                 |
| Partito Popolare Austriaco              | Partito Popolare Austriaco             | Partito Popolare Austriaco             |                                        |                                        | 23,99%                                 | ▼ 1,99                                 |
| Partito della Libertà Austriaco         | Partito della Libertà Austriaco        | Partito della Libertà Austriaco        |                                        |                                        | 20,51%                                 | ▲ 2,97                                 |
| I Verdi                                 | I Verdi                                | I Verdi                                |                                        |                                        | 12,42%                                 | ▲ 1,99                                 |
| Team Stronach                           | Team Stronach                          | Team Stronach                          |                                        |                                        | 5,73%                                  | ▲ 5,73                                 |
| NEOS                                    | NEOS                                   | NEOS                                   |                                        |                                        | 4,96%                                  | ▲ 4,96                                 |
| Alleanza per il Futuro dell'Austria     | Alleanza per il Futuro dell'Austria    | Alleanza per il Futuro dell'Austria    |                                        |                                        | 3,53%                                  | ▼ 7,17                                 |
| Partito Comunista d'Austria             | Partito Comunista d'Austria            | Partito Comunista d'Austria            |                                        |                                        | 1,03%                                  | ▲ 0,27                                 |
| Altri <1,00%                            | Altri <1,00%                           | Altri <1,00%                           |                                        |                                        | 1,02%                                  | ▼ 1,21                                 |
| Riepilogo dei seggi (+/- elezioni 2008) |                                        |                                        |                                        |                                        |                                        |                                        |
|                                         |                                        |                                        |                                        |                                        |                                        |                                        |
| SPÖ                                     | 52                                     | ▼ 5                                    |                                        | Die Grünen                             | 24                                     | ▲ 4                                    |
| FRANK                                   | 11                                     | ▲ 11                                   |                                        | NEOS                                   | 9                                      | ▲ 9                                    |
| ÖVP                                     | 47                                     | ▼ 4                                    |                                        | BZÖ                                    | 0                                      | ▲ 21                                   |
| FPÖ                                     | 40                                     | ▲ 6                                    |                                        |                                        |                                        |                                        |